# ماكسين كيرتز
ماكسين كيرتز (بالإنجليزية: Maxine Kurtz)‏ هي كاتِبة أمريكية، ولدت في 17 أكتوبر 1921، وتوفيت في 4 نوفمبر 2008.